# ジョエル・アヤイ
ジョエル・アヤイ（Joël Ayayi, 2000年3月5日 - ）は、フランス・ジロンド県ボルドー出身のプロバスケットボール選手。ポジションはシューティングガード。

## 経歴

### カレッジ
ゴンザガ大学ブルドッグス4年目の2020-21シーズンにはジェイレン・サッグス、コーリー・キスパートらと共にレギュラーシーズン無敗の好成績を残し、NCAAトーナメントで準優勝した。その後2021年のNBAドラフトにエントリーしたが、どこからも指名されなかった。

### NBA・Gリーグ(2021-2023)
ドラフト後の2021年8月3日にロサンゼルス・レイカーズとツーウェイ契約を結んだが、トレーニングキャンプ終了後に解雇された。その後、10月17日にウェイバー公示を経てワシントン・ウィザーズとツーウェイ契約を結んだ。
2022年3月8日に解雇された。

### 母国復帰(2023-)
2025年7月3日、ユーロリーグとLNBプロAに所属するパリ・バスケットボールへの加入が発表された。

## 個人成績

### カレッジ
| シーズン | チーム   | GP           | GS           | MPG          | FG%          | 3P%          | FT%          | RPG          | APG          | SPG          | BPG          | PPG          |
| -------- | -------- | ------------ | ------------ | ------------ | ------------ | ------------ | ------------ | ------------ | ------------ | ------------ | ------------ | ------------ |
| 2017–18  | ゴンザガ | レッドシャツ | レッドシャツ | レッドシャツ | レッドシャツ | レッドシャツ | レッドシャツ | レッドシャツ | レッドシャツ | レッドシャツ | レッドシャツ | レッドシャツ |
| 2018–19  | ゴンザガ | 23           | 0            | 5.6          | .531         | .273         | .286         | 1.4          | .5           | .3           | 0            | 1.7          |
| 2019–20  | ゴンザガ | 33           | 23           | 29.3         | .483         | .345         | .825         | 6.3          | 3.2          | 1.3          | .2           | 10.6         |
| 2020–21  | ゴンザガ | 32           | 31           | 31.3         | .575         | .389         | .781         | 6.9          | 2.7          | 1.1          | .2           | 12.0         |
| 通算     | 通算     | 88           | 54           | 23.8         | .529         | .360         | .776         | 5.2          | 2.3          | .9           | .2           | 8.8          |

## 人物
父親も元バスケットボール選手で、姉のヴァレリアン(fr)はフランス代表の選手であり、弟のジェラルド(it)もバスケットボール選手でありフランスでプレーしている。